# Кезский район
Кезский район (удм. Кез ёрос) — административно-территориальная единица и муниципальное образование (муниципальный округ, в 2005—2021 гг. — муниципальный район) в Удмуртской Республике Российской Федерации.
Административный центр — посёлок Кез.

## Географическое положение
Район расположен в северо-восточной части республики и граничит с Балезинским, Игринским, Дебёсским районами Удмуртии и Пермским краем. Район расположен на Верхнекамской возвышенности, и по его территории протекают реки — Кама, Лып, Пызеп и множество других.
Площадь района — 2321,02 км². Лесистость района 57,2 %, при средней по Удмуртии — 46,8 %.

## История
Район образован 15 июля 1929 года из 23 сельсоветов Балезинской, Лыпской, Поломской и Юсовской волостей Глазовского уезда. В 1935 году из состава района выделен вновь образованный Кулигинский район. В 1956 году в связи с упразднением Кулигинского района, в состав Кезского района были переданы часть его сельсоветов. В 1962 году на основе района был сформирован Кезский сельский район, в состав которого помимо сельсоветов Кезского района вошли сельсоветы Дебёсского и Карсовайского районов. В 1965 году сельский район был расформирован и Кезский район восстановлен.
В рамках организации местного самоуправления с 2005 до 2021 гг. функционировал муниципальный район. Законом Удмуртской Республики от 26 апреля 2021 года, муниципальный район и входящие в его состав сельские поселения к 9 мая 2021 года были преобразованы в муниципальный округ Кезский район.

## Население
| 1959    | 1970    | 1979    | 1989    | 2002    | 2009    | 2010    | 2011    | 2012    |
| ------- | ------- | ------- | ------- | ------- | ------- | ------- | ------- | ------- |
| 43 247  | ↘38 083 | ↘32 036 | ↘29 264 | ↘26 446 | ↘25 439 | ↘22 911 | ↘22 835 | ↘22 273 |
| 2013    | 2014    | 2015    | 2016    | 2017    | 2018    | 2019    | 2020    | 2021    |
| ↘21 736 | ↘21 383 | ↘21 022 | ↘20 771 | ↘20 421 | ↘20 170 | ↘19 891 | ↘19 433 | ↘18 468 |

### Национальный состав
По результатам переписи 2020 года среди населения района удмурты составляли 55,3 %, русские — 42,9 %. Кезский район один из 12 сельских районов республики, где удмурты составляют большинство.

## Административное деление
В Кезский район как административно-территориальную единицу входят 15 сельсоветов. Сельсоветы (сельские администрации) одноимённы образованным в их границах сельским поселениям.
В муниципальный район до 2021 года входили 15 муниципальных образований со статусом сельских поселений.
| №  | Бывшее сельское поселение | Административный центр | Количество населённых пунктов | Население | Площадь, км2 |
| -- | ------------------------- | ---------------------- | ----------------------------- | --------- | ------------ |
| 1  | Большеолыпское            | деревня Большой Олып   | 10                            | ↘788      | 144,75       |
| 2  | Гыинское                  | деревня Старая Гыя     | 6                             | ↘386      | 132,74       |
| 3  | Кабалудское               | село Кабалуд           | 1                             | ↘381      | 10,31        |
| 4  | Кезское                   | посёлок Кез            | 2                             | ↘10 131   | 18,88        |
| 5  | Ключевское                | посёлок Кез            | 9                             | ↘830      | 161,52       |
| 6  | Кузьминское               | село Кузьма            | 9                             | ↘741      | 213,29       |
| 7  | Кулигинское               | село Кулига            | 10                            | ↘820      | 156,64       |
| 8  | Мысовское                 | деревня Мысы           | 12                            | ↘225      | 98,44        |
| 9  | Новоунтемское             | деревня Новый Унтем    | 4                             | ↘328      | 109,04       |
| 10 | Поломское                 | село Полом             | 6                             | ↘483      | 132,20       |
| 11 | Сосновоборское            | посёлок Кез            | 14                            | ↘727      | 279,38       |
| 12 | Степаненское              | деревня Степанёнки     | 20                            | ↘612      | 364,85       |
| 13 | Сюрзинское                | село Удмурт-Зязьгор    | 9                             | ↘219      | 178,79       |
| 14 | Чепецкое                  | село Чепца             | 11                            | ↘1789     | 195,31       |
| 15 | Юскинское                 | село Юски              | 13                            | ↘493      | 124,88       |

### Населённые пункты
В Кезский район входят 135 населённых пунктов.
| №   | Населённый пункт | Тип     | Население | Бывшее сельское поселение |
| --- | ---------------- | ------- | --------- | ------------------------- |
| 1   | Абраменки        | деревня | ↘25       | Мысовское                 |
| 2   | Абросята         | деревня | →3        | Степаненское              |
| 3   | Адямигурт        | деревня | ↘54       | Сосновоборское            |
| 4   | Акчашур          | деревня | ↗1        | Юскинское                 |
| 5   | Александрово     | село    | ↘264      | Большеолыпское            |
| 6   | Андреевский      | починок | →0        | Мысовское                 |
| 7   | Анюшино          | деревня | ↘5        | Степаненское              |
| 8   | Архипово         | деревня | →0        | Степаненское              |
| 9   | Асан             | деревня | ↗32       | Гыинское                  |
| 10  | Балуй            | деревня | ↘14       | Степаненское              |
| 11  | Бани             | деревня | ↗43       | Чепецкое                  |
| 12  | Березники        | деревня | ↗15       | Юскинское                 |
| 13  | Большой Олып     | деревня | ↘202      | Большеолыпское            |
| 14  | Брагино          | деревня | →8        | Гыинское                  |
| 15  | Бузмаки          | деревня | ↘46       | Кулигинское               |
| 16  | Ванялуд          | деревня | →8        | Сосновоборское            |
| 17  | Верхний Пинькай  | деревня | ↘35       | Поломское                 |
| 18  | Верхний Тортым   | деревня | ↗9        | Сюрзинское                |
| 19  | Верхняя Дырпа    | деревня | ↗31       | Большеолыпское            |
| 20  | Верх-Сыга        | деревня | ↘97       | Ключевское                |
| 21  | Верх-Уди         | деревня | ↘60       | Ключевское                |
| 22  | Вортча           | деревня | ↘111      | Чепецкое                  |
| 23  | Гавшино          | деревня | ↘15       | Степаненское              |
| 24  | Гладко           | деревня | ↘20       | Кузьминское               |
| 25  | Гонка            | деревня | ↘36       | Юскинское                 |
| 26  | Гулейшур         | деревня | →26       | Чепецкое                  |
| 27  | Гуркошур         | деревня | ↗92       | Чепецкое                  |
| 28  | Гыявыр           | деревня | ↘36       | Кулигинское               |
| 29  | Дома 1242 км     | деревня | ↘0        | Кезское                   |
| 30  | Доронята         | деревня | ↘62       | Кулигинское               |
| 31  | Дырпа            | деревня | ↘181      | Большеолыпское            |
| 32  | Егоры            | деревня | ↘15       | Степаненское              |
| 33  | Ефимята          | деревня | →0        | Степаненское              |
| 34  | Ефремово         | деревня | ↘8        | Юскинское                 |
| 35  | Желонка          | деревня | ↗29       | Кулигинское               |
| 36  | Желтопи          | деревня | ↘268      | Кузьминское               |
| 37  | Жерноково        | деревня | ↘44       | Кулигинское               |
| 38  | Жернопи          | деревня | →0        | Сосновоборское            |
| 39  | Зинковский       | починок | →15       | Кулигинское               |
| 40  | Зючлуд           | деревня | ↘23       | Юскинское                 |
| 41  | Изошур           | деревня | →0        | Сюрзинское                |
| 42  | Ильмово          | деревня | →0        | Степаненское              |
| 43  | Ильявыр          | починок | ↘14       | Кузьминское               |
| 44  | Кабалуд          | село    | ↘381      | Кабалудское               |
| 45  | Кагушенки        | деревня | ↗9        | Степаненское              |
| 46  | Калеман          | деревня | →7        | Мысовское                 |
| 47  | Камыжево         | деревня | ↗144      | Ключевское                |
| 48  | Каракулино       | деревня | →0        | Сюрзинское                |
| 49  | Кваляшур         | деревня | →0        | Юскинское                 |
| 50  | Квасер           | деревня | ↘33       | Ключевское                |
| 51  | Кез              | посёлок | ↘10 131   | Кезское                   |
| 52  | Кездур           | деревня | ↗129      | Сосновоборское            |
| 53  | Киренки          | деревня | ↗2        | Степаненское              |
| 54  | Ключевское       | деревня | ↘120      | Ключевское                |
| 55  | Ключи            | село    | ↘183      | Новоунтемское             |
| 56  | Ковалево         | деревня | →39       | Большеолыпское            |
| 57  | Коркаяг          | починок | ↘13       | Чепецкое                  |
| 58  | Косогор          | деревня | ↗1        | Мысовское                 |
| 59  | Костым           | деревня | →0        | Юскинское                 |
| 60  | Крутой Лог       | деревня | ↘19       | Мысовское                 |
| 61  | Кузьма           | деревня | ↘48       | Кузьминское               |
| 62  | Кузьма           | село    | ↘477      | Кузьминское               |
| 63  | Кулига           | село    | ↘843      | Кулигинское               |
| 64  | Левино           | деревня | →18       | Кулигинское               |
| 65  | Левиногарь       | деревня | →85       | Мысовское                 |
| 66  | Левятский        | починок | ↘12       | Мысовское                 |
| 67  | Липовка          | деревня | ↘115      | Сосновоборское            |
| 68  | Лудъяг           | деревня | ↘39       | Гыинское                  |
| 69  | Лызмувыр         | деревня | →0        | Чепецкое                  |
| 70  | Лып-Булатово     | деревня | ↗163      | Большеолыпское            |
| 71  | Майоры           | деревня | ↗1        | Мысовское                 |
| 72  | Малое Медло      | деревня | ↘44       | Сосновоборское            |
| 73  | Малый Олып       | деревня | ↗26       | Большеолыпское            |
| 74  | Малый Полом      | деревня | ↘38       | Поломское                 |
| 75  | Малый Пужмезь    | деревня | ↘24       | Ключевское                |
| 76  | Матысьлуд        | деревня | ↘19       | Ключевское                |
| 77  | Медьма           | деревня | ↗53       | Гыинское                  |
| 78  | Медьма           | починок | ↘7        | Поломское                 |
| 79  | Митенки          | деревня | →4        | Мысовское                 |
| 80  | Мысы             | деревня | ↘177      | Мысовское                 |
| 81  | Надежда          | деревня | ↘9        | Сосновоборское            |
| 82  | Нижний Пинькай   | деревня | ↘3        | Поломское                 |
| 83  | Никитино         | деревня | ↗2        | Кузьминское               |
| 84  | Новая Гыя        | деревня | ↘142      | Гыинское                  |
| 85  | Новый Пажман     | деревня | ↘63       | Большеолыпское            |
| 86  | Новый Унтем      | деревня | ↘144      | Новоунтемское             |
| 87  | Озон             | деревня | ↘313      | Чепецкое                  |
| 88  | Орешата          | деревня | ↗4        | Кулигинское               |
| 89  | Осеньчуги        | деревня | ↘17       | Мысовское                 |
| 90  | Пажман           | починок | ↘160      | Ключевское                |
| 91  | Петроконово      | деревня | ↘19       | Степаненское              |
| 92  | Пикша            | деревня | ↘40       | Сосновоборское            |
| 93  | Подшур           | деревня | →0        | Юскинское                 |
| 94  | Полом            | село    | ↘292      | Поломское                 |
| 95  | Поломское        | село    | ↘335      | Поломское                 |
| 96  | Пронята          | деревня | →8        | Степаненское              |
| 97  | Пужмезь          | деревня | ↘317      | Ключевское                |
| 98  | Русский Зязьгор  | деревня | ↘21       | Сюрзинское                |
| 99  | Саватята         | деревня | ↗19       | Степаненское              |
| 100 | Самки            | деревня | →0        | Мысовское                 |
| 101 | Сидоры           | деревня | ↗10       | Степаненское              |
| 102 | Симаченки        | починок | →5        | Степаненское              |
| 103 | Сосновый Бор     | деревня | ↘134      | Сосновоборское            |
| 104 | Спиреныши        | деревня | ↘12       | Сюрзинское                |
| 105 | Старая Гыя       | деревня | ↘227      | Гыинское                  |
| 106 | Старый Пажман    | деревня | ↘18       | Большеолыпское            |
| 107 | Старый Унтем     | деревня | ↘46       | Новоунтемское             |
| 108 | Стеньгурт        | деревня | ↘112      | Сосновоборское            |
| 109 | Степанёнки       | деревня | ↘355      | Степаненское              |
| 110 | Сурдовай         | деревня | ↘54       | Степаненское              |
| 111 | Сыга I           | деревня | ↗28       | Сосновоборское            |
| 112 | Сыга II          | деревня | ↘117      | Сосновоборское            |
| 113 | Сыга III         | деревня | ↘66       | Сосновоборское            |
| 114 | Сюрзи            | деревня | ↘31       | Сюрзинское                |
| 115 | Тамаченки        | деревня | ↗60       | Чепецкое                  |
| 116 | Таненки          | деревня | ↘73       | Кузьминское               |
| 117 | Тимены           | деревня | ↘184      | Степаненское              |
| 118 | Тольен           | деревня | ↘20       | Сюрзинское                |
| 119 | Тортым           | деревня | →86       | Сюрзинское                |
| 120 | Тылошур          | деревня | →3        | Чепецкое                  |
| 121 | Уди              | деревня | ↘74       | Кузьминское               |
| 122 | Удмурт-Зязьгор   | село    | ↘186      | Сюрзинское                |
| 123 | Фарафоново       | деревня | ↗6        | Степаненское              |
| 124 | Филинцы          | деревня | →75       | Юскинское                 |
| 125 | Фокай            | деревня | ↘41       | Кузьминское               |
| 126 | Чекшур           | деревня | ↘31       | Сосновоборское            |
| 127 | Чепца            | село    | ↘1402     | Чепецкое                  |
| 128 | Чурино           | деревня | ↘56       | Юскинское                 |
| 129 | Шуралуд          | деревня | ↘7        | Юскинское                 |
| 130 | Юклята           | деревня | ↘4        | Кулигинское               |
| 131 | Юрук             | деревня | ↘66       | Чепецкое                  |
| 132 | Юски             | село    | ↘292      | Юскинское                 |
| 133 | Ю-Тольен         | деревня | ↗116      | Новоунтемское             |
| 134 | Ю-Чабья          | деревня | ↘86       | Юскинское                 |
| 135 | Ярунь            | деревня | ↗8        | Большеолыпское            |

Упразднённые населённые пункты
- 2004 год — деревни Артеменки, Зуда, Макары, Мыс и Ярково; населённый пункт Дома 1236 км и починок Терешино[33].
- 2022 год — деревня Юклята (Степаненское сельское поселение)[34].

## Местное самоуправление
Государственная власть в районе осуществляется на основании Устава, структуру органов местного самоуправления муниципального района составляют:
1. Районный Совет депутатов — представительный орган местного самоуправления, в составе 30 депутатов, избирается каждые 5 лет.
2. Глава муниципального образования — высшее должностное лицо района, избирается Советом из своего состава. Должность Главы района занимает — Миронов Дмитрий Леонидович.

Символика района
Официальными символами муниципального района являются герб и флаг, отражающие исторические, культурные, национальные и иные местные традиции и особенности.

## Социальная инфраструктура
Система образования района включает 19 школ, в том числе 13 средних и Озоно-Чепецкую школу-интернат, 17 детских садов и Профессиональное училище № 50. К учреждениям дополнительного образования относятся: музыкальная школа и центр детского творчества. Медицинскую помощь населению оказывают 4 больницы и 33 фельдшерско-акушерских пункта. Также в районе действуют 30 домов культуры и клубных учреждения, 17 библиотек и 2 музея.

## Экономика
Промышленность является основной отраслью народного хозяйства района. Всего на территории района осуществляют свою деятельность 12 промышленных предприятий.

## Археология
По двум могильникам у села Полом, раскопанным в 1906—1908 годах П. Г. Тарасовым и В. Д. Емельяновым, названа средневековая поломская культура.